# Communauté chrétienne de proximité
Une communauté chrétienne de proximité, ou communauté locale de proximité, communauté chrétienne locale de proximité ou communauté de proximité, désigne dans des diocèses au Québec et en France un ensemble de personnes vivant en collectivité dans une zone géographique donnée à proximité les uns des autres. L'expression désigne le groupe de chrétiens qui partagent un même idéal religieux et un patrimoine commun (église, presbytère, cimetière) sur un même territoire et qui interagissent fréquemment dans une recherche ou une rencontre de soi, des autres et du Dieu de Jésus-Christ.
Elle constitue une subdivision d'une paroisse. qui, selon les termes du pape François, est appelée à devenir une communauté de communautés de proximité.

## Diocèse de Trois-Rivières (Québec)
Au diocèse de Trois-Rivières, les communautés chrétiennes de proximité existent depuis le 1er janvier 2018. L'expression désigne chacune des anciennes paroisses devenues des communautés chrétiennes de proximité dans la nouvelle organisation du Tournant missionnaire qui a entraîné la redivision du diocèse et la création de nouvelles paroisses. Elles sont animées par une Équipe de vie communautaire et administrée par un Comité local des affaires économiques. Son rôle est de se faire proche des personnes et des différents réseaux et services de son milieu : «La communauté chrétienne de proximité, se faisant proche des personnes de toutes conditions et de différents réseaux, est le signe visible de l’amour de Dieu et de sa miséricorde par le rayonnement personnel et communautaire des chrétiens qui la fréquentent et qui s’y engagent. Elle vise l’inclusion. Elle tente de devenir intergénérationnelle. Elle est capable d’accueillir chez elle, mais aussi capable d’être « en sortie » pour établir des relations qui construisent le Royaume et le Peuple de Dieu. La communauté chrétienne de proximité se fait également proche des différents réseaux et services qui composent son milieu d’ancrage. Elle s’efforcera de tendre la main humblement, sans s’imposer, vers le réseau communautaire, municipal, culturel ou même éducationnel. Elle est consciente que ces différents réseaux ne se situent pas au plan de la foi pour exercer leurs activités.»

## Diocèse de Luçon (Vendée)
Au diocèse de Luçon, les communautés chrétiennes de proximité existent depuis 2007, dix ans après la création des nouvelles paroisses. L'expression désigne les baptisés présents sur une commune, un groupe de communes, ou un quartier d'une ville importante. Elles sont animées par une Équipe d'animation. «Les communautés de proximité, ce sont d’abord des chrétiens sur le terrain, au service de la mission de la paroisse. Ils ont en commun un même territoire, la présence à une communauté humaine cohérente, marquée par des dynamismes locaux, communaux ou intercommunaux. Elles constituent un moyen missionnaire de la paroisse pour vivre la proximité : dans l’attention aux situations vécues, aux personnes et à l’accueil de leurs demandes, dans la prière communautaire et aussi dans la démarche de la rencontre, de la proposition, de l’annonce. Elles donnent à la paroisse les moyens de la proximité pour l’évangélisation.»